# Race the Sun
Race the Sun es una película de 1996 protagonizada por Halle Berry, Eliza Dushku y James Belushi. La trama está basada en la historia real de la Secundaria Solar Car Team.

## Reparto
| Actor                     | Personaje           |
| ------------------------- | ------------------- |
| Halle Berry               | Sandra Beecher      |
| James Belushi             | Frank Machi         |
| Bill Hunter               | Commissioner Hawkes |
| Casey Affleck             | Daniel Webster      |
| Eliza Dushku              | Cindy Johnson       |
| Kevin Tighe               | Jack Fryman         |
| Anthony Ruivivar          | Eduardo Braz        |
| J. Moki Cho               | Gilbert Tutu        |
| Dion Basco                | Marco Quito         |
| Sara Tanaka               | Uni Kakamura        |
| Nadja Pionilla            | Oni Nagano          |
| Adriane Napualani Uganiza | Luana Kanahele      |
| Steve Zahn                | Hans Kooiman        |
| Robert Hughes             | Judd Potter         |
| Jeff Truman               | Ed Webster          |
| Joel Edgerton             | Steve Fryman        |

## Producción
La película fue escrita y coproducida por Barry Morrow.

## Recepción
La película recaudó $1,116,504  en su primera semana y en total un $1.9 millones en Estados Unidos.